# Řád bílé růže
Řád bílé růže (finsky Suomen Valkoisen Ruusun ritarikunta, švédsky Finlands Vita Ros’ orden) je nejvyšší státní vyznamenání Finska a jeden ze tří finských řádů. Byl vytvořen v roce 1919 tehdejším regentem finského státu Gustafem Mannerheimem. Současná pravidla udílení řádu pochází z roku 1940, stupně byly znovu upraveny v roce 1985.
Dekoraci navrhl finský malíř Akseli Gallen-Kallela. V roce 1963 byl jejich vzhled upraven (původní obsahovaly - bez jakékoli nacistické konotace - symbol svastiky, který se stal politicky nevhodným). Jde o civilní i vojenský řád, velmistrem řádu je finský prezident. Řád má celkem deset stupňů, stužka ke všem stupňům řádu má ultramarínovou barvu. Řád je často udělován politikům, zahraničním i finským, tradičně je například udělován finskému premiérovi.

## Popis
Odznakem je zlatý tlapatý kříž provedený v bílém smaltu, mezi jehož rameny jsou umístěni čtyři finští lvi ve zlatě a s mečem. Ve středu je umístěn medailon s vyobrazením růže.
Hvězda řádu je stříbrná pěticípá. Mezi cípy jsou umístěny zlaté plaménky. Ve středovém medailonu je opět vyobrazení růže kolem něj je potom finský nápis "ISÄNMAAN HYVÄKSI" - Za zásluhy o vlast.

## Třídy řádu
Řád je udělován v celkem 10 třídách.
- Velkokříž řádu s kolonou
- Velkokříž řádu
- Důstojník I. třídy
- Důstojník
- Rytíř I. třídy
- Rytíř
- Záslužný kříž řádu
- Medaile I. třídy se zlatým křížem
- Medaile I. třídy
- Medaile řádu

## Významní nositelé
Prezidenti Československa Tomáš Garrigue Masaryk, Ludvík Svoboda a Gustáv Husák byli Řádem bílé růže vyznamenáni v roce 1930, 1969 a 1987. K dalším významným zahraničním nositelům patřili například polští prezidenti Lech Wałęsa a Aleksander Kwaśniewski, prezident JAR Nelson Mandela, španělský král Juan Carlos I., francouzský prezident Charles de Gaulle a nebo královna Velké Británie Alžběta II.  Dekorován řádem byl také pravoslavný patriarcha Pimen.

## Galerie

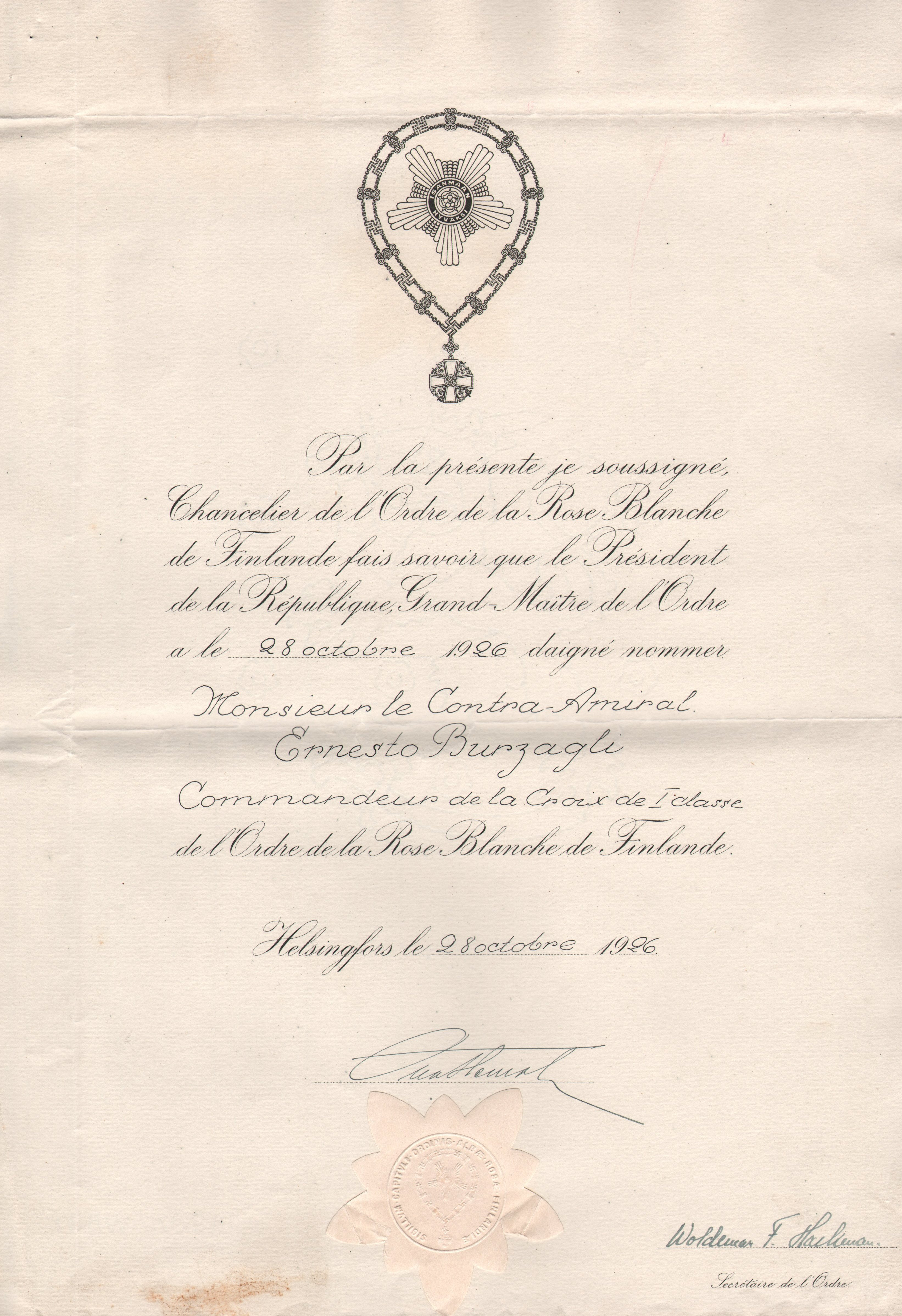
Diplom k udělení Řádu.